# Johanna Solano
Johanna Solano López (Hospital, San José, 9 de octubre de 1990) es una modelo, reina de belleza y presentadora de televisión costarricense. Solano, participó en Miss Universo 2011 representado a Costa Rica, en dicho certamen, se posicionó entre las diez semifinalistas, siendo la tercera costarricense en lograrlo hasta entonces. En noviembre de 2018 ganó la 5.ª temporada de Dancing with the Stars y en la actualidad es una de las presentadoras del programa Nace una estrella. 

## Vida personal
Solano López nació en el distrito metropolitano de Hospital, en el cantón central de San José, el 9 de octubre de 1990, es hija de Sergio Solano Serrano e Ileana López Araya y hermana de Sergio Solano, quien también es atleta y participante de reality shows en el país. Solano es la segunda hija de cuatro hermanos, Johanna estudió psicología en la Universidad Latina de Costa Rica y posteriormente en la Universidad Hispanoamericana, ambas en las sede Heredia, donde residía; no obstante, abandonó dicha carrera para dedicarse al modelaje y al fitness, sobre todo al triatlón. Domina el idioma inglés así como el portugués. Sus estudios de Secundaria los realizó en el Conservatorio de Castella, donde estudio teatro y saxofón.

## Miss América Latina 2009
La organización Reinas de Costa Rica, decide enviarla a un nuevo concurso luego de haber participado en el Reinado Internacional del Café, fue coronada Miss América Latina del Mundo 2009, en la edición número 23 de este concurso, el día 23 de mayo, en Punta Cana, República Dominicana. 
Johanna estuvo por espacio de 15 días en tierras desconocidas, el empeño y la disciplina y por supuesto la belleza que dio en todos los ámbitos en República Dominicana, hicieron que se convirtiera en la nueva Miss América Latina 2009.
Tras ganar el concurso sus primeras declaraciones fueron "no lo podía creer porque eran 24 chicas demasiado lindas y ver que algunas ni siquiera pasaron al grupo de las 12 finalistas y luego a las 5 finalistas, me resultaba increíble".

## Miss Costa Rica 2011
Se realizó el 25 de marzo de 2011, en el Auditorio Nacional del Centro Costarricense de la Ciencia y la Cultura en San José en la edición 56° de dicho concurso. Participó como la representante de la provincia de Heredia. Al final del evento Marva Wright, Miss Costa Rica 2010 y representante de Cartago, coronó a Solano como su sucesora con lo que ganó el derecho de representar su país en el Miss Universo 2011.
La respuesta con la que Johanna resultó ganadora en el certamen fue: "Para cumplir un sueño de niñas... Después lo tomé mucho más en serio y competí en concursos nacionales y después internacionales. Toda esta preparación y fogueos fueron siempre con vistas a llegar completamente preparada para pelear por el título de mi país, Miss Costa Rica. Me motivo el deseo de representar a este hermoso país que llevo en la sangre y sentir que puedo hacer algo por él, darle un título mucho más grande, Miss Universo."

## Miss Universo 2011
Johanna participó en la 60.ª edición de Miss Universo, correspondiente Miss Universo 2011 dicho certamen, se llevó a cabo en la ciudad de São Paulo, Brasil, el 12 de septiembre de 2011. Johanna compitió con 88 mujeres de distintas naciones y territorios autónomos y al final de la noche se ubicó dentro del top 10, ubicándose en la sexta posición, Solano fue nombrada en la decimotercera posición del primer corte y en la segunda posición del segundo corte. Solano, fue la tercera costarricense en entrar a un cuadro de finalistas de Miss Universo, aunado a ello, es una de las reinas más recordadas por el pueblo costarricense. En la noche final final, Solano utilizó un traje de baño de color amarillo y un traje de noche de color rojo.
Para esta ocasión, Miss Universo reactivó la votación popular, en donde Solano obtuvo: 5,8% en traje de baño y un 6,3% en traje de noche, ubicándose como una de las favoritas de la audiencia.

## Carrera televisiva
En el año 2018, fue invitada a ser una de las diez estrellas de la quinta temporada de Dancing with the Stars Costa Rica, siendo junto a su pareja de baile Kevin Vera, una de las parejas más destacadas del concurso, Solano, ganó esta edición, siendo la primera mujer en lograrlo. En el año 2021, Solano, hizo su debut como actriz, siendo protagonista del trabajo cinematográfico costarricense llamado "A un paso de mí", en donde se detallan retos y aspectos relacionados con la vida diaria de una mujer. Para el año 2021, Solano vuelve a la televisión nacional como presentadora del reality show Nace una estrella, junto con Édgar Silva.

### México
Su carrera creció debido a su estancia en México, por invitación de Televisa para conducción de programas de fitness y ciclismo. A raíz de su estancia en ese país, ha participado en carreras atléticas, de ciclismo y triatlón en Ciudad de México, Estado de México, Monterrey, Cozumel y otros, ocupando buenas posiciones en los resultados.
| Predecesor: Marva Wright | Miss Costa Rica 2011 | Sucesor: Nazareth Cascante |